# 경기도의 중학교 목록
다음 목록은 경기도에 있는 중학교 목록이다.

## 가
가람중학교 · 
가림중학교 · 
가수중학교 · 
가운중학교 · 
가평북중학교 · 
가평중학교 · 
갈매중학교 · 
갈뫼중학교 · 
갈월중학교 · 
감일백제중학교 · 
감일중학교 · 
감정중학교 · 
강천중학교 · 
강하중학교 · 
개군중학교 · 
경기체육중학교 · 
경민여자중학교 · 
경민중학교 · 
경북중학교 · 
경수중학교 · 
경안중학교 · 
경화여자중학교 · 
계남중학교 · 
고림중학교 · 
고색중학교 · 
고암중학교 · 
고양송산중학교 · 
고양제일중학교 · 
고양중학교 · 
고진중학교 · 
고창중학교 · 
고천중학교 · 
고촌중학교 · 
곡란중학교 · 
곡반중학교 · 
곡선중학교 · 
곤지암중학교 · 
공도중학교 · 
과천문원중학교 · 
과천율목중학교 · 
과천중학교 · 
관산중학교 · 
관양중학교 · 
관인중학교 · 
광교중학교 · 
광교호수중학교 · 
광남중학교 · 
광덕중학교 · 
광동중학교 · 
광릉중학교 · 
광명북중학교 · 
광명중학교 · 
광문중학교 · 
광수중학교 · 
광일중학교 · 
광주광남중학교 · 
광주중학교 · 
광탄중학교 · 
교문중학교 · 
교하중학교 · 
구갈중학교 · 
구리여자중학교 · 
구리중학교 · 
구미중학교 · 
구성중학교 · 
구운중학교 · 
국수중학교 · 
군남중학교 · 
군자중학교 · 
군포중학교 · 
궁내중학교 · 
권선중학교 · 
귀인중학교 · 
규장중학교] · 
근명중학교 · 
금곡중학교 · 
금광중학교 · 
금릉중학교 · 
금오중학교 · 
금정중학교 · 
금촌중학교 · 
금파중학교 · 
기산중학교 · 
기안중학교 · 
김포신곡중학교 · 
김포여자중학교 · 
김포중학교 · 
김포한가람중학교 · 
까치울중학교

## 나
나곡중학교 · 
나래중학교 · 
낙원중학교 · 
남문중학교 · 
남사중학교 · 
남수원중학교 · 
남양주다산중학교 · 
남양중학교 · 
남한중학교 · 
내동중학교 · 
내손중학교 · 
내정중학교 · 
내촌중학교 · 
녹양중학교 · 
논곡중학교 · 
늘푸른중학교 · 
능곡중학교 · 
능동중학교 · 
능실중학교

## 다
다산새봄중학교 · 
다산한강중학교 · 
다온중학교 · 
다원중학교 · 
다율중학교 · 
단원중학교 · 
단월중학교 · 
당동중학교 · 
당정중학교 · 
대경중학교 · 
대곶중학교 · 
대광중학교 · 
대부중학교 · 
대송중학교 · 
대신중학교 · 
대안여자중학교 · 
대안중학교 · 
대원중학교 · 
대월중학교 · 
대지중학교 · 
대평중학교 · 
대호중학교 · 
대화중학교 · 
대흥중학교 · 
덕계중학교 · 
덕산중학교 · 
덕소중학교 · 
덕양중학교 · 
덕은한강중학교 · 
덕이중학교 · 
덕장중학교 · 
덕정중학교 · 
덕풍중학교 · 
덕현중학교 · 
도곡중학교 · 
도농중학교 · 
도래울중학교 · 
도당중학교 · 
도장중학교 · 
도촌중학교 · 
도현중학교 · 
동광중학교 · 
동구중학교 · 
동남중학교 · 
동두천여자중학교 · 
동두천중학교 · 
동백중학교 · 
동부중학교 · 
동삭중학교 · 
동성중학교 · 
동수원중학교 · 
동암중학교 · 
동탄목동중학교 · 
동탄중학교 · 
동패중학교 · 
동학중학교 · 
동화중학교 · 
두레자연중학교 · 
두일중학교

## 라
라온중학교

## 마
마석중학교 · 
마송중학교 · 
마장중학교 · 
만정중학교 · 
망포중학교 · 
매송중학교 · 
매양중학교 · 
매원중학교 · 
매탄중학교 · 
매향중학교 · 
매현중학교 · 
매홀중학교 · 
명륜여자중학교 · 
명인중학교 · 
모가중학교 · 
모담중학교 · 
모락중학교 · 
모현중학교 · 
목암중학교 · 
무원중학교 · 
문산동중학교 · 
문산북중학교 · 
문산수억중학교 · 
문산중학교 · 
문시중학교 · 
문정중학교 · 
미금중학교 · 
미사강변중학교 · 
미사중학교 · 
민락중학교 · 
민세중학교

## 바
박달중학교 · 
반송중학교 · 
반월중학교 · 
발곡중학교 · 
발산중학교 · 
발안중학교 · 
방교중학교 · 
배곧라라중학교 · 
배곧중학교 · 
배곧해솔중학교 · 
배다리중학교 · 
백마중학교 · 
백사중학교 · 
백석중학교 · 
백신중학교 · 
백암중학교 · 
백양중학교 · 
백운중학교 · 
백학중학교 · 
백현중학교 · 
범계중학교 · 
범박중학교 · 
법원여자중학교 · 
별가람중학교 · 
별내중학교 · 
별망중학교 · 
병점중학교 · 
보라중학교 · 
보평중학교 · 
본오중학교 · 
봉담중학교 · 
봉일천중학교 · 
부곡중앙중학교 · 
부림중학교 · 
부명중학교 · 
부발중학교 · 
부안중학교 · 
부용중학교 · 
부인중학교 · 
부일중학교 · 
부천남중학교 · 
부천동여자중학교 · 
부천동중학교 · 
부천부곡중학교 · 
부천부흥중학교 · 
부천여월중학교 · 
부천여자중학교 · 
부천일신중학교 · 
부천중학교 · 
분당중학교 · 
분진중학교 · 
불곡중학교 · 
비룡중학교 · 
비봉중학교 · 
비산중학교 · 
비전중학교 · 
빛가온중학교

## 사
산남중학교 · 
산내중학교 · 
산들중학교 · 
산본중학교 · 
삼광중학교 · 
삼괴중학교 · 
삼성중학교 · 
삼숭중학교 · 
삼일중학교 · 
삼평중학교 · 
상갈중학교 · 
상도중학교 · 
상동중학교 · 
상록중학교 · 
상원여자중학교 · 
상일중학교 · 
상촌중학교 · 
상품중학교 · 
상하중학교 · 
상현중학교 · 
샛별중학교 · 
생연중학교 · 
서신중학교 · 
서연중학교 · 
서운중학교 · 
서원중학교 · 
서정중학교 · 
서종중학교 · 
서천중학교 · 
서해중학교 · 
서현중학교 · 
서호중학교 · 
석수중학교 · 
석우중학교 · 
석천중학교 · 
석호중학교 · 
선부중학교 · 
선유중학교 · 
선일중학교 · 
설봉중학교 · 
설악중학교 · 
성곡중학교 · 
성남동중학교 · 
성남문원중학교 · 
성남서중학교 · 
성남여자중학교 · 
성남중학교 · 
성문중학교 · 
성복중학교 · 
성사중학교 · 
성서중학교 · 
성안중학교 · 
성일중학교 · 
성주중학교 · 
성지중학교 · 
성포중학교 · 
성호중학교 · 
세교중학교 · 
세류중학교 · 
세마중학교 · 
세정중학교 · 
세종중학교 · 
소래중학교 · 
소명여자중학교 · 
소사벌중학교 · 
소사중학교 · 
소하중학교 · 
소현중학교 · 
손곡중학교 · 
솔뫼중학교 · 
솔빛중학교 · 
송내중앙중학교 · 
송라중학교 · 
송린중학교 · 
송림중학교 · 
송산중학교 · 
송양중학교 · 
송우중학교 · 
송운중학교 · 
송원중학교 · 
송전중학교 · 
송탄중학교 · 
송호중학교 · 
수내중학교 · 
수동중학교 · 
수리중학교 · 
수성중학교 · 
수원다산중학교 · 
수원북중학교 · 
수원원일중학교 · 
수원제일중학교 · 
수원중학교 · 
수일여자중학교 · 
수일중학교 · 
수주중학교 · 
수지중학교 · 
수진중학교 · 
수현중학교 · 
숙지중학교 · 
숭신여자중학교 · 
시곡중학교 · 
시화나래중학교 · 
시화중학교 · 
시흥가온중학교 · 
시흥능곡중학교 · 
시흥매화중학교 · 
시흥은행중학교 · 
시흥중학교 · 
신갈중학교 · 
신곡중학교 · 
신기중학교 · 
신길중학교 · 
신능중학교 · 
신백중학교 · 
신백현중학교 · 
신봉중학교 · 
신성중학교 · 
신안중학교 · 
신양중학교 · 
신원중학교 · 
신일중학교 · 
신장중학교 · 
신천중학교 · 
신평중학교 · 
신한중학교 · 
신현중학교 · 
신흥중학교 · 
심석중학교 · 
심원중학교 · 
심학중학교

## 아
안곡중학교 · 
안산부곡중학교 · 
안산성호중학교 · 
안산중학교 · 
안산해솔중학교 · 
안산해양중학교 · 
안서중학교 · 
안성여자중학교 · 
안성중학교 · 
안양부흥중학교 · 
안양서중학교 · 
안양여자중학교 · 
안양중학교 · 
안용중학교 · 
안일중학교 · 
안중중학교 · 
안청중학교 · 
안화중학교 · 
야탑중학교 · 
양감중학교 · 
양곡중학교 · 
양도중학교 · 
양동중학교 · 
양성중학교 · 
양수중학교 · 
양영중학교 · 
양오중학교 · 
양일중학교 · 
양정중학교
양주백석중학교 · 
양지중학교 · 
양진중학교 · 
양평중학교 · 
어람중학교 · 
어유중학교 · 
어정중학교 · 
언동중학교 · 
여강중학교 · 
여주여자중학교 · 
여주제일중학교 · 
여주중학교 · 
역곡중학교 · 
연무중학교 · 
연성중학교 · 
연세중학교 · 
연천중학교 · 
연현중학교 · 
영덕중학교 · 
영동중학교 · 
영문중학교 · 
영복여자중학교 · 
영북중학교 · 
영성중학교 · 
영신중학교 · 
영일중학교 · 
영중중학교 · 
영통중학교 · 
예당중학교 · 
예봉중학교 · 
오남중학교 · 
오마중학교 · 
오산원일중학교 · 
오산중학교 · 
오성중학교 · 
옥길새길중학교 · 
옥길중학교 · 
옥빛중학교 · 
옥정중학교 · 
와동중학교 · 
와부중학교 · 
와우중학교 · 
용동중학교 · 
용문중학교 · 
용신중학교 · 
용이중학교 · 
용인대덕중학교 · 
용인백현중학교 · 
용인신릉중학교 · 
용인신촌중학교 · 
용인중학교 · 
용인한빛중학교 · 
용천중학교 · 
용호중학교 · 
운암중학교 · 
운양중학교 · 
운정중학교 · 
운중중학교 · 
운천중학교 · 
원곡중학교 · 
원당중학교 · 
원미중학교 · 
원삼중학교 · 
원일중학교 · 
원천중학교 · 
원흥중학교 · 
월곶중학교 · 
위례중앙중학교 · 
위례중학교 · 
위례한빛중학교 · 
윤슬중학교 · 
율곡중학교 · 
율면중학교 · 
율전중학교 · 
율정중학교 · 
율현중학교 · 
은가람중학교 · 
은계중학교 · 
은여울중학교 · 
은행중학교 · 
은혜중학교 · 
응곡중학교 · 
의왕부곡중학교 · 
의왕중학교 · 
의정부여자중학교 · 
의정부중학교 · 
이동중학교 · 
이매중학교 · 
이목중학교 · 
이산중학교 · 
이우중학교 · 
이의중학교 · 
이천경남중학교 · 
이천사동중학교 · 
이천송정중학교 · 
이천양정여자중학교 · 
이천중학교 · 
이충중학교 · 
이포중학교 · 
이현중학교 · 
이호중학교 · 
인덕원중학교 · 
인창중학교 · 
일동중학교 · 
일산동중학교 · 
일산양일중학교 · 
일산중학교 · 
일죽중학교 · 
임곡중학교

## 자
잠원중학교 · 
장곡중학교 · 
장기중학교 · 
장내중학교 · 
장당중학교 · 
장성중학교 · 
장안여자중학교 · 
장안중학교 · 
장자중학교 · 
장호원중학교 · 
저동중학교 · 
전곡중학교 · 
점동중학교 · 
정남중학교 · 
정발중학교 · 
정왕중학교 · 
정자중학교 · 
정천중학교 · 
정평중학교 · 
조남중학교 · 
조양중학교 · 
조원중학교 · 
조종중학교 · 
주곡중학교 · 
죽산중학교 · 
죽전중학교 · 
중산중학교 · 
중앙기독중학교 · 
중앙중학교 · 
중원중학교 · 
중흥중학교 · 
증포중학교 · 
지도중학교 · 
지산중학교 · 
지축중학교 · 
지평중학교 · 
진건중학교 · 
진안중학교 · 
진위중학교 · 
진접중학교

## 차
창명여자중학교 · 
창성중학교 · 
창용중학교 · 
처인중학교 · 
천마중학교 · 
천보중학교 · 
천천중학교 · 
철산중학교 · 
청계중학교 · 
청담중학교 · 
청덕중학교 · 
청림중학교 · 
청명중학교 · 
청북중학교 · 
청산중학교 · 
청심국제중학교 · 
청연중학교 · 
청옥중학교 · 
청운중학교 · 
청평중학교 · 
초당중학교 · 
초월중학교 · 
초지중학교 · 
충의중학교 · 
충현중학교 · 
치동중학교 · 
칠보중학교

## 타
탄벌중학교 · 
탄현중학교 · 
태광중학교 · 
태성중학교 · 
태장중학교 · 
태전중학교 · 
태평중학교 · 
토평중학교 · 
통진중학교 · 
퇴계원중학교

## 파
파주광일중학교 · 
파주중학교 · 
파평중학교 · 
판곡중학교 · 
판교중학교 · 
평내중학교 · 
평촌중학교 · 
평택여자중학교 · 
평택중학교 · 
평택화양중학교 · 
포곡중학교 · 
포승중학교 · 
포천여자중학교 · 
포천중학교 · 
푸른솔중학교 · 
푸른중학교 · 
풍동중학교 · 
풍무중학교 · 
풍산중학교 · 
풍생중학교 · 
풍양중학교

## 하
하길중학교 · 
하남중학교 · 
하늘빛중학교 · 
하랑중학교 · 
하성중학교 · 
하안북중학교 · 
하안중학교 · 
하탑중학교 · 
한가람중학교 · 
한겨레중학교 · 
한광여자중학교 · 
한광중학교 · 
한국글로벌중학교 · 
한백중학교 · 
한별중학교 · 
한빛중학교 · 
한빛누리중학교 · 
한수중학교 · 
한숲중학교 · 
함현중학교 · 
해솔중학교 · 
해창중학교 · 
행신중학교 · 
향남중학교 · 
향동중학교 · 
향산중학교 · 
헌산중학교 · 
현산중학교 · 
현암중학교 · 
현화중학교 · 
호계중학교 · 
호곡중학교 · 
호매실중학교 · 
호성중학교 · 
호원중학교 · 
호평중학교 · 
홍천중학교 · 
화광중학교 · 
화담중학교 · 
화도중학교 · 
화성동화중학교 · 
화성반월중학교 · 
화성상신중학교 · 
화성세정중학교 · 
화성신동중학교 · 
화성중학교 · 
화수중학교 · 
화접중학교 · 
화정중학교 · 
화홍중학교 · 
회룡중학교 · 
회천중학교 · 
효명중학교 · 
효양중학교 · 
효자중학교 · 
훈민중학교 · 
흥덕중학교 · 
흥진중학교 · 
흥천중학교